# Mistrzostwa Azji w Lekkoatletyce 2009 – skok o tyczce kobiet
Skok o tyczce kobiet – jedna z konkurencji rozegranych podczas XVIII mistrzostw Azji w lekkoatletyce. Do konkursu zgłoszono osiem zawodniczek, zatem nie było potrzeby rozgrywania eliminacji i 12 listopada 2009 rozegrano od razu konkurs finałowy.
| Poz. - pozycja                                                                                    |
| NM - brak zaliczonego skoku \| o - skok zaliczony \| x - skok spalony \| – - pominięcie wysokości |
| * wyniki podawane w metrach                                                                       |

## Rekordy
W poniższej tabeli przedstawione są rekord świata, rekord mistrzostw Azji oraz rekord Azji oraz rekordy poszczególnych kontynentów z dnia 12 listopada 2009 roku.
| Rekord świata          | Jelena Isinbajewa (RUS) | 5,06 m | Zurych, Szwajcaria           | 28.08.2009 |
| Rekord mistrzostw Azji | Gao Shuying (CHN)       | 4,53 m | Inczon, Korea Południowa     | 02.09.2005 |
| Rekord Azji            | Gao Shuying (CHN)       | 4,64 m | Nowy Jork, Stany Zjednoczone | 02.06.2007 |

## Rezultaty
Godzina rozpoczęcia: 19:10
| Poz. | Imię i nazwisko          | Narodowość       | 3,60 | 3,80 | 4,00 | 4,15 | 4,30 | 4,45 | Rezultat |
| ---- | ------------------------ | ---------------- | ---- | ---- | ---- | ---- | ---- | ---- | -------- |
| 1    | Li Caixia                | Chiny            | –    | o    | o    | o    | o    | xxx  | 4,30     |
| 2    | Wu Sha                   | Chiny            | –    | xo   | xo   | xxo  | x–   |      | 4,15     |
| 2    | Choi Yun-hee             | Korea Południowa | –    | o    | xo   | xxx  |      |      | 4,00     |
| 4    | Vazhipali Suresh Surekha | Indie            | –    | xxo  | xxx  |      |      |      | 3,80     |
| 5    | Roslinda Samsu           | Malezja          | xo   | xxx  |      |      |      |      | 3,60     |
|      | Takayo Kondo             | Japonia          | –    | xxx  |      |      |      |      | NM       |
|      | Rachel Yang Bingjie      | Singapur         | xxx  |      |      |      |      |      | NM       |
|      | Kuan Mei-lien            | Chińskie Tajpej  | xxx  |      |      |      |      |      | NM       |